# Diplospora bilocularis
Diplospora bilocularis är en måreväxtart som först beskrevs av Wilhelm Sulpiz Kurz, och fick sitt nu gällande namn av Mohan Gangopadhyay och Tapas Chakrabarty. Diplospora bilocularis ingår i släktet Diplospora och familjen måreväxter.
Artens utbredningsområde är Burma. Inga underarter finns listade i Catalogue of Life.